# Regionalismo murciano
El regionalismo murciano es un movimiento cultural y político que propugna la protección y puesta el valor de la cultura e identidad propia de la Región de Murcia. Políticamente, los regionalistas son partidarios de la descentralización administrativa de España.
Históricamente surgió durante el siglo XIX en el contexto del republicanismo federal y de los movimientos artísticos y literarios de tipo regionalista. 

## Orígenes políticos: el cantonalismo

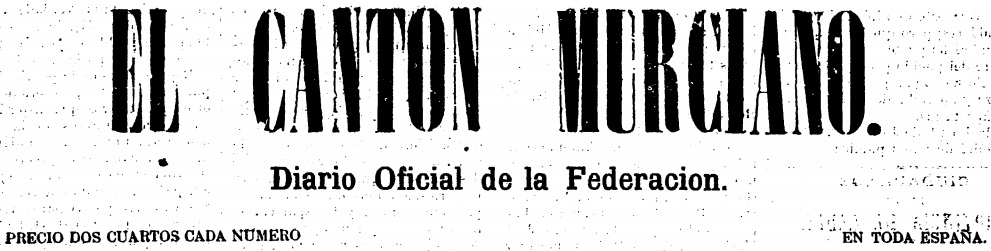
Cabecera del periódico El Cantón Murciano, editado en Cartagena en 1873.

El origen del regionalismo murciano estuvo en su vertiente política, cuando en el contexto de la I República Española (1873), el poderoso movimiento federalista murciano (de mayoría intransigente) protagonizó uno de los episodios más decisivos de la denominada revolución cantonal, con la proclamación el 12 de julio de 1873 del Cantón Murciano en Cartagena.
Los revolucionarios aspiraban a un Cantón regional que se correspondiera con lo que en un sentido amplio pudiera llamarse Región Murciana, ente administrativo creado en 1833 formado por las provincias de Albacete y Murcia (heredero del histórico Reino de Murcia), y que era uno de los 17 estados que contemplaba el Proyecto de Constitución Federal de 1873,  por lo que resultaba probado el desarrollo de una conceptualización regional murciana y de los deseos de autonomía política por parte de los republicanos cantonalistas murcianos (liderados por Antonete Gálvez).
La insurrección, iniciada en Cartagena, se extendió rápidamente por gran parte de la actual Región de Murcia, principalmente hacia las zonas central y meridional. Atestiguándose la adhesión de Torre Pacheco, San Pedro del Pinatar, Abarán, Alcantarilla, Alhama de Murcia, Archena, Blanca Ceutí, Cieza, Ojós, Totana, Abanilla, Alguazas, Beniel, Caravaca de la Cruz, Cehegín, Fortuna, Lorquí, Moratalla, Molina de Segura, Pliego, Las Torres de Cotillas y La Unión.
También se sumó a dicho ente la ciudad de Murcia, cuya Junta Revolucionaria publicó la siguiente proclama:

Murcianos: la demora del Gobierno en constituir a esta región definitivamente en federación, y el nombramiento de cargos militares a jefes desafectos a dicha región, han obligado a los republicanos a proclamar el Cantón Murciano. [...] Deseando devolver a las familias la paz tanto tiempo perturbada, hacemos las siguientes manifestaciones: reconocemos y acatamos la soberanía de las Cortes Constituyentes y declaramos que nuestra actitud es sólo la ejecución de uno de sus acuerdos. Aceptamos la lucha a la que la patria nos llama y nos oponemos a todo movimiento de motín o desorden, contrarios y siempre nocivos a la libertad y al país

Aun así, la extensión regional del movimiento se mantuvo tan solo durante el verano de 1873, ya que la victoria del ejército de Martínez Campos en la batalla de Chinchilla dejó el paso libre a las tropas centralistas para ocupar la ciudad de Murcia. Así el 12 de agosto de 1873 era disuelta la Junta Revolucionaria de Murcia y del resto de municipios —unos 1000 cantonalistas lograron huir a Cartagena—, por lo que solo quedó "Cartagena como símbolo de la lucha por la autonomía federativa". Resistiendo un duro sitio hasta enero de 1874.

## El regionalismo cultural
Aproximadamente en la misma cronología, con el auge del debate regional y de las corrientes regionalistas o costumbristas en España, se fue desarrollando un movimiento de intelectuales, periodistas y escritores, provenientes de la burguesía ilustrada, preocupados por la recuperación de las tradiciones históricas y culturales de la Región de Murcia, al igual que por su habla (dialecto murciano).
El abogado Pedro Díaz Cassou (1843-1902) fue uno de sus precursores, siendo sus obras numerosas y variadas, aunque la historia y folclore resultaron siempre su gran pasión. Publicó monografías como Leyendas de Murcia (1892) o Serie de Obispos de Cartagena (1895). Su interés por el conocimiento de la lengua y cultura murcianas le llevó a escribir en 1889 Ordenanzas y costumbres de la huerta de Murcia, o posteriores como Literatura panocha (1895) donde recupera parte de la jerga y giros gramaticales locales, así como el Cancionero panocho en 1900; rescatando el primer poema conocido en lengua dialectal murciana, llamado La barraca, de autor desconocido y originario del siglo XVIII. 

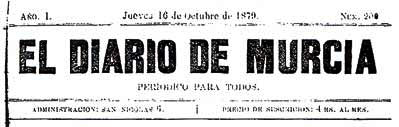
Cabecera del Diario de Murcia en octubre de 1879.

Contemporáneo fue el periodista José Martínez Tornel (1845-1916), fundador y codirector de El Diario de Murcia, cuya imprenta se convirtió en centro para la difusión de literatura murciana y recuperación de la misma por escritores como el referido Díaz Cassou, Jara Carrillo, Andrés Baquero, Frutos Baeza o Pío Tejera. Martínez Tornel pretendió de igual forma dar a conocer y fomentar el lenguaje tradicional murciano, además de sus costumbres y tradiciones, en obras como Cantares populares murcianos (1892), también obras teatrales donde se usaba dicho dialecto (como Las Bodas de Dulcinea de 1905), incluso libros de divulgación histórica y folclórica como Romance popular de costumbres murcianas (1893).
El profesor Andrés Baquero (1853-1916) orientó sus trabajos hacia la investigación histórica, no solo en conocidos artículos en prensa en La Ilustración Murciana (publicación de la que fue fundador siendo muy joven), La Paz de Murcia o el mencionado Diario de Murcia, sino obras bibliográficas como Rebuscos y documentos sobre la historia de Cartagena, Cehegín, Mula y Murcia: Manuscritos referentes a estas poblaciones y a la primera reconquista del reino de Murcia (1880) o Hijos ilustres de la provincia de Albacete (1884) -que entonces pertenecía a la región biprovincial murciana-. También llegó a ser alcalde de la ciudad de Murcia entre 1891 y 1892, además de primer Comisario Regio de la Universidad de Murcia tras su fundación en la primavera de 1915, de la que fue gran valedor junto a Jara Carrillo (entre otros). En su discurso pronunciado el día de la inauguración de esta institución, el 7 de octubre de 1915, Andrés Baquero afirmó:

Surgió la aspiración de la Universidad de Murcia por un movimiento espontáneo, que respondía, sin duda, a un resurgir casi instintivo de nuestra personalidad regional. De ahí que, lanzada la idea, luego se convirtió en opinión arrolladora. En las reuniones del Ayuntamiento, en la prensa, en las asambleas convocadas de las principales poblaciones de Murcia y Albacete, en las nutridas comisiones que a Madrid fueron a gestionar del Gobierno la concesión, presidida por nuestra representación parlamentaria, sin distinción de colores ni de partidos, lo que palpitaba era eso, la conciencia de la personalidad del antiguo Reino Murciano, con su mancomunidad de intereses morales y materiales, históricos, políticos, artístico-literarios, económicos, religiosos, de suelo y de cielo, de raza, de lengua, de costumbres; personalidad tradicional, todavía subsiste al cabo de tres cuartos de siglo de regir la división de provincias hecha según la moda de los departamentos franceses.

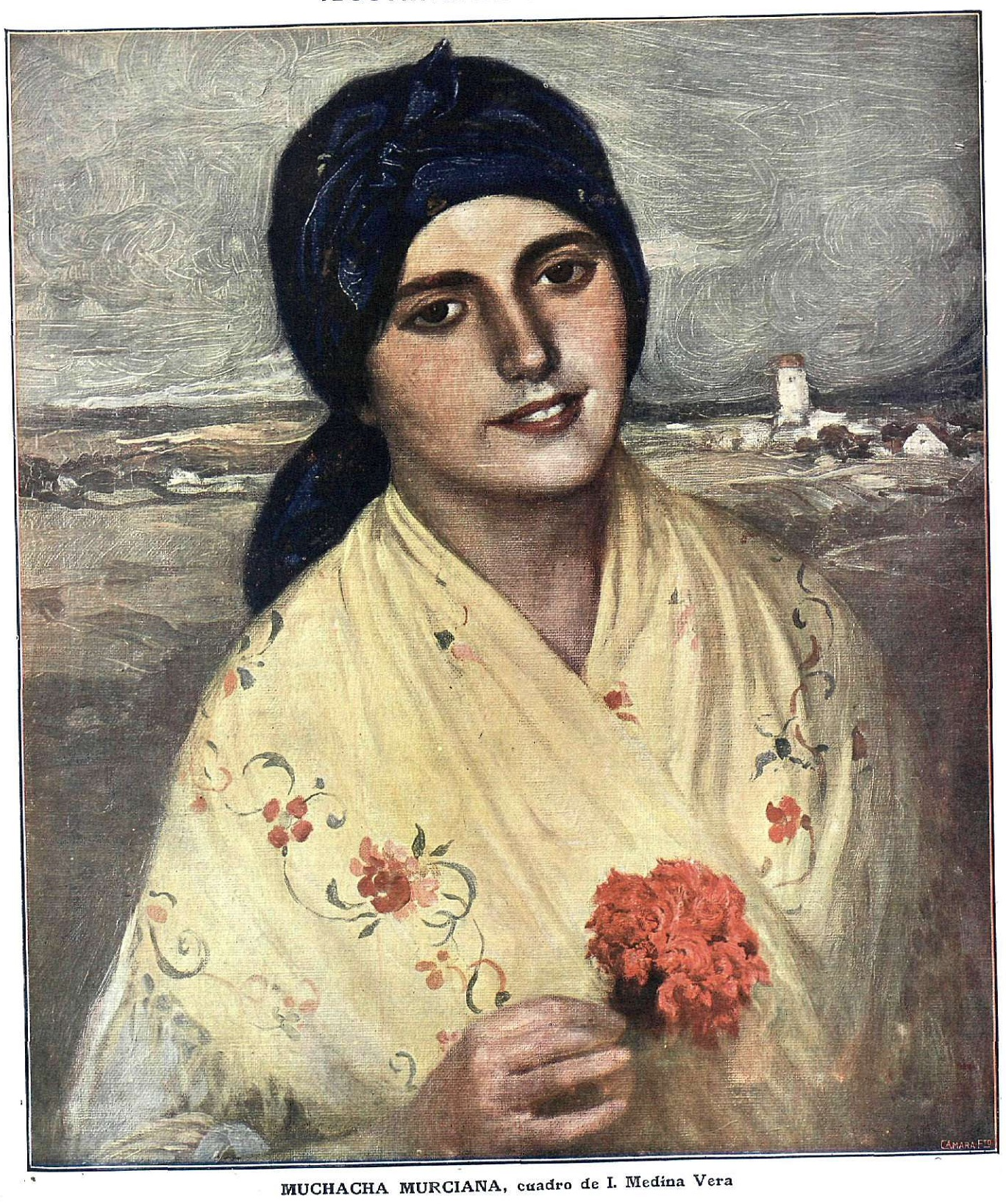
Muchacha murciana, obra de Medina Vera y portada de la revista La Esfera el.

Independiente de este núcleo de eruditos centrado en la ciudad de Murcia, en Cartagena desarrolló su actividad el poeta y dramaturgo de Archena Vicente Medina. En esa ciudad estrenó su drama El Rento (1898) donde pretendió dar voz al hombre humilde del campo, usando el dialecto murciano con objeto de dignificarlo. Tras el éxito de esta obra publicó el mismo año la primera edición de la que sería su producción poética más famosa: Aires Murcianos. Aunando en ella el que sería su sello, una mezcla de denuncia social, naturalismo, sentimiento popular y costumbrismo, ensalzando los valores e identidad de la región murciana.
Las corrientes regionalistas murcianas no solo se expresaron en ensayos histórico-costumbristas y en lo literario sino también en otras artes. Del círculo de Medina eran el músico y compositor lorquino Bartolomé Pérez Casas, del cual una de sus mejores composiciones fue Suite Murciana: ¡A mi tierra! (1905), o el pintor Inocencio Medina Vera, que siguió la corriente plástica costumbrista al igual que José María Sobejano López, entre otros.

## Autonomismo en el primer tercio delsigloXX
Gracias a la pervivencia del republicanismo federal en la región de Murcia, principalmente a través del Partido Republicano Democrático Federal, el 7 de septiembre de 1905 tuvo lugar la Asamblea Federal Murciana para instituir la Región Levantina (Murcia y Albacete), tras rechazar los ofrecimientos integradores en la iniciativa valenciana.
Con la llegada de la II República española, antes de que fuera aprobada la Constitución de 1931, que contemplaba el derecho a la autonomía de las regiones, el comité municipal del PRDF ultimó un borrador estatutario uniprovincial en junio de 1931, sustentado en el Programa de 1894.
De la misma manera, el Partido Republicano Radical Socialista también impulsó un proyecto estatutario en aquellos años, de la mano del alcalde de Murcia Luis López Ambit y del diputado José Moreno Galvache. Ninguna de las dos iniciativas, ni la de los federales ni la de los radical-socialistas llegó finalmente a término.

## Símbolos
Actualmente, el regionalismo murciano reconoce los símbolos oficiales de la Región de Murcia. Si bien, encontramos casos del uso de otras banderas, empleadas también por el nacionalismo murciano. 

Bandera de la Región de Murcia
Bandera nacionalista murciana
Bandera regionalista o nacionalista murciana

- Bandera de la Región de Murcia: es la bandera oficial de la Comunidad Autónoma de la Región de Murcia. Es roja Cartagena, representando a Cartagena. Los cuatro castillos hacen alusión al carácter fronterizo del Reino de Murcia, siendo una encrucijada entre las coronas de Aragón y Castilla, el Reino de Granada y el Mar Mediterráneo. Las siete coronas constituyen el escudo del Reino de Murcia.
- Bandera nacionalista murciana: consiste en la propuesta de bandera autonomista murciana que hubo durante la Segunda República española, a partir de la bandera de la Capitanía Marítima de Cartagena. Como elemento nuevo, en su centro hay una estrella, símbolo de soberanía, siendo de color azul por el escudo del Reino de Murcia.
- Bandera regionalista o nacionalista murciana: roja por la bandera del Cantón Murciano y el pendón de Murcia, cabeza del Reino de Murcia. Además, el rojo simboliza la calidez de una tierra árida. La banda blanca representa la cuenca del Segura, haciendo alusión al antiguo nombre en árabe del Río Segura: Wadi al-Abyad, Río Blanco.